# Regering in ballingschap
Een regering in ballingschap is een politieke entiteit die beweert de wettelijke regering te zijn van een land, maar deze macht niet kan uitvoeren om verscheidene redenen. Om die reden verblijft ze in een ander land. Regeringen in ballingschap handelen meestal in de veronderstelling eens terug te keren naar het thuisland om opnieuw de macht uit te oefenen. In sommige gevallen worden de aanspraken van een regering in ballingschap erkend door (een deel van) de internationale gemeenschap, in andere gevallen is er weinig verschil met een in het buitenland verblijvende oppositiegroep. Ook de mate waarin dergelijke regeringen georganiseerde onderdelen hebben zoals ministeries, varieert.
Deze regeringen verschijnen meestal tijdens een oorlogsperiode. Tijdens de Tweede Wereldoorlog, toen vele landen werden bezet door nazi-Duitsland, weken vele regeringen en monarchen – waaronder koningin Wilhelmina en de Nederlandse regering – uit naar het Verenigd Koninkrijk, in plaats van zich over te geven aan de bezetter.  

## Huidige regeringen in ballingschap
| Naam                                             | in ballingschap sinds | land dat het gebied controleert              | Informatie |
| ------------------------------------------------ | --------------------- | -------------------------------------------- | --- |
| Autonome Republiek Abchazië                      | 2008                  | Abchazië (internationaal beperkt erkend)     | De door Georgië erkende regering van de autonome republiek Abchazië, geleid door Levan Mgaloblisjvili. De regering zetelt sinds de Russisch-Georgische Oorlog van 2008 in Tbilisi. In de periode 2006-2008 zetelde de regering in Tsjchalta, in de Kodorivallei van Abchazië.                             |
| Nationale coalitieregering van de Unie van Birma | 1990                  | Unie van Myanmar                             | Wordt momenteel geleid door Sein Win. Ze bestaat uit parlementsleden die in 1990 verkozen werden, maar hun functie niet mochten vervullen door het leger. De regering bevindt zich in Rockville, Maryland, Verenigde Staten                                                                               |
| Republiek Cabinda                                | 1975                  | Republiek Angola                             | Gevestigd in Kinshasa. De republiek Cabinda werd in 1975 door Angola bezet, daarvoor was het een Portugees protectoraat, terwijl Angola een Portugese kolonie was. |
| Republiek Artsach                                | 2023                  | Azerbeidzjan                                 | Is momenteel gevestigd te Jerevan, Armenië |
| Vooruitstrevende partij van Equatoriaal Guinea   | 2003                  | Republiek Equatoriaal Guinea                 | De Vooruitstrevende partij van Equatoriaal Guinea riep Severo Moto Nsá uit als "President van Equatorial Guinea" in Madrid, Spanje. |
| Kroonraad van Ethiopië                           | 2005                  | Federale Democratische Republiek Ethiopië    | De Kroonraad van Ethiopië, geleid door prins Ermias Sahle Selassie en bevindt zich in Washington D.C., beweert dat de keizer nog steeds de wettelijke leider is in Ethiopië. |
| Iraanse monarchie                                | 1979                  | Islamitische Republiek Iran                  | De Iraanse monarchie wordt geleid door Reza Pahlavi, die momenteel in Potomac, Maryland verblijft. |
| Tsjetsjeense Republiek Itsjkerië                 | 2000                  | Rusland                                      | De regering heeft haar hoofdkwartier in Londen. |
| Lao monarchie                                    | 1975                  | Democratische Volksrepubliek Laos            | De koninklijke Lao regering in ballingschap is gevestigd in de Verenigde Staten. |
| Oost-Turkestaanse regering in ballingschap       | 1949                  | Volksrepubliek China                         | De Oost-Turkestaanse regering in ballingschap in ballingschap is gevestigd in de Verenigde Staten. |
| Sahrawi Arabische Democratische Republiek        | 1976                  | Koninkrijk Marokko                           | Is gevestigd in Tindouf, Algerije en controleert de Vrije Zone in het oosten van de Westelijke Sahara. |
| Republiek van Servisch Krajina                   | 2005                  | Republiek Kroatië                            | Is sinds 26 februari 2005 gevestigd in Belgrado, Servië uit de overblijfselen van de regering van de Republiek Servisch Krajina nadat het Kroatische leger de internationaal niet-erkende entiteit veranderde tijdens de Operatie Storm in 1995 aan het einde van de Kroatische Onafhankelijkheidsoorlog. |
| Republik Maluku Selatan                          | 1950                  | Republiek Indonesië                          | De Republik Maluku Selatan uit de Zuid-Molukken, Indonesië is sinds 1950 in ballingschap in Nederland. |
| Tibetaanse regering in ballingschap              | 1959                  | Volksrepubliek China                         | De Tibetaanse regering in ballingschap met als geestelijk leider de veertiende dalai lama is een regering in ballingschap, gevestigd in McLeod Ganj (bij Dharamsala, India), die stelt het volk van Tibet te vertegenwoordigen.                                                                           |
| Wit-Russische Nationale Republiek                | 1920                  | Republiek Wit-Rusland                        | Wordt momenteel geleid door Ivonka Survilla in Toronto, Canada in een raad van 14, die de Rada genoemd wordt. |
| Provisionele Territoriale Eenheid Zuid-Ossetië   | 2008                  | Zuid-Ossetië (internationaal beperkt erkend) | De 'Zuid-Osseetse Administratie' is de door Georgië erkende regering van de 'tijdelijke territoriale eenheid Zuid-Ossetië' en zetelt sinds de Russisch-Georgische Oorlog van 2008 in Tbilisi. In de periode 2006-2008 zetelde de regering in Koerta, in Zuid-Ossetië.                                     |